# Epitoxis erythroderma
Epitoxis erythroderma är en fjärilsart som beskrevs av Aurivillius 1925. Epitoxis erythroderma ingår i släktet Epitoxis och familjen björnspinnare. Inga underarter finns listade i Catalogue of Life.